# Exelberg

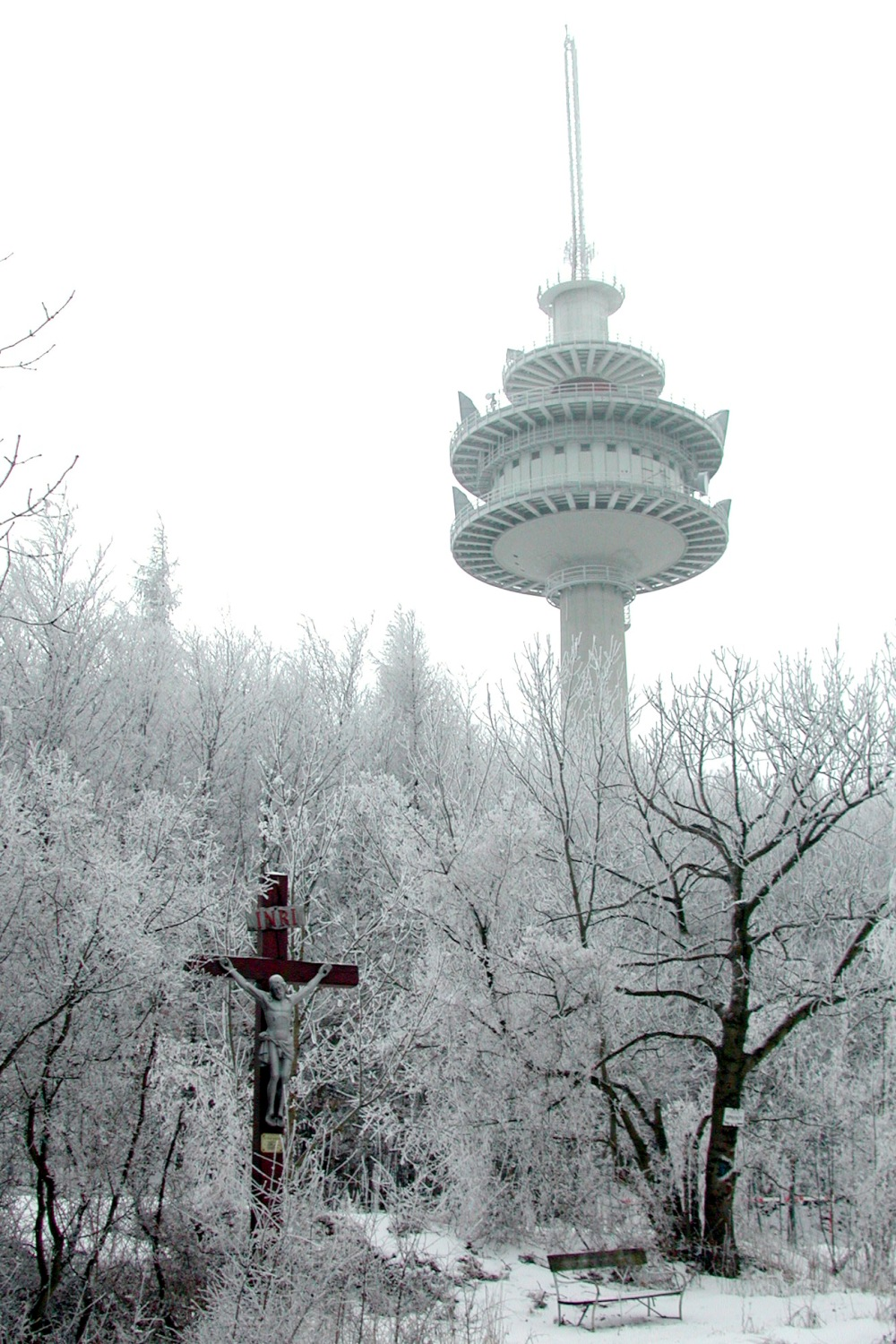
Richtfunkstation und Wegkreuz an der Straße im Winter

Der Exelberg ist ein Berg in Niederösterreich, nahe der Wiener Stadtgrenze im nördlichen Wienerwald. Er hat eine Höhe von 516 m ü. A.
Über den Exelberg führt eine Landesstraße von Tulbing im Bezirk Tulln bis zur Wiener Höhenstraße.
Bekannt ist der Berg durch das hier auf der Straße durchgeführte Exelbergrennen. Diese Konkurrenz, veranstaltet vom Österreichischen Automobil-Club, war das älteste Motorwagen-Rennen in Österreich-Ungarn und fand am 21. Mai 1899 zum ersten Mal statt. Als Autorennen wurden sie bis 1904 durchgeführt. Im Jahr 1910 gab es noch einmal ein Motorradrennen.
Auch heute ist die Straße eine beliebte Motorradroute.
Am Exelberg steht heute der Sendeturm Exelberg. Auch befindet sich dort ein Sturmgewehr- und Pistolen-Freiluftschießstand im Eigentum der Bundesforste, welcher unter anderem von der Wiener Polizei genutzt wird. Auf Grund der z. T. starken Lärmbelästigung gab es bereits diverse Anrainerproteste gegen diese Anlage, da sich diese unmittelbar über der Loislalm mit der Siedlung Loislalm-Exelberg befindet. Ebenso in Hörweite liegt die Exelberg-Siedlung. In der Nähe des Exelberges befindet sich das beliebte Ausflugsziel Sophienalpe.

Am Exelberg entspringen der Eckbach, ein Nebenfluss der Als, und der Halterbach, ein Nebenfluss der Wien.